# 푸른날 프로젝트
푸른날 프로젝트는 대한민국의 음악 그룹이다. 2020년 정규 앨범 《출발점과 다르지 않은 도착점에 서서》로 데뷔했다.

## 음반
- 출발점과 다르지 않은 도착점에 서서 (2020)